# بثينة بن يغلان
بثينة بن يغلان (بالفرنسية: Boutheina Ben Yaghlane)‏ ولدت في 12 أبريل 1966 في حلق الوادي في تونس. هي سياسية تونسية. هي عضوة في حركة النهضة ذات التوجه الإسلامي.

بعد الثورة التونسية، انتخبت في مجلس نواب الشعب بعد انتخابات 26 أكتوبر 2014 عن النهضة في دائرة نابل الأولى الانتخابية.

عينت كذلك بعد انتخابها في منصب كاتبة الدولة لدى وزير المالية التونسي في حكومة الحبيب الصيد.

## الدراسات
في 1990، تحصلت على إجازة في نظم المعلومات الإدارية من المعهد العالي للتصرف بتونس، ثم في 1992، تحصلت على شهادة الدراسات العليا في الإدارة، فاختصاص «نظم المعلومات الإدارية ودعم اتخاذ القرار» (كانت طالبة متفوقة). في 2002، تحصلت على الدكتوراه في التصرف بالتعاون مع معهد البحوث متعددة التخصصات والتطوير في الذكاء الاصطناعي، ثم في 2006، تحصلت على التأهيل الجامعي في التصرف.

## المسار المهني
بداية من 1993، هي أستاذة في التعليم العالي مختصة في ذكاء الأعمال لدى معهد الدراسات التجارية العليا بقرطاج، أين هي أيضا المسؤولة البيداغوجية للماجستير المهني في ريادة الأعمال والمشاريع الهندسية. تعمل كذلك أستاذة زائرة لدى العديد من الجامعات الفرنسية من بينهم جامعة لورين وجامعة رين الأولى. هي أيضا مديرة أبحاث داخل مختبر بحوث العمليات واتخاذ القرارات وعملية مراقبة في المعهد العالي للتصرف بتونس.، أين تدير فريق أبحاث من حوالي خمسة عشر طالب دكتوراه وطلاب ماجستير أبحاث.

بن يغلان هي رئيسة وعضوة في اللجان الوطنية للتوظيف والترقية (بدرجة محاضرة بين 2012 و2013، ثم مساعدة ومحاضرة بين 2014 و2015) في إدارة تكنولوجيا المعلومات، وكذلك عضوة في اللجنة الوطنية لبرنامج دعم الجودة في التعليم العالي، إضافة لعضويتها في المجلس العلمي لمعهد الدراسات التجارية العليا بقرطاج بين 2011 و2014.

كتبت العديد من مقالات الأبحاث في عدة مجلات وندوات دولية مختصة، وساهمت في وضع وتنصيب العديد من التعاونات بين مختبرات تونسية وأجنبية، خاصة في فرنسا وبلجيكا وبريطانيا والولايات المتحدة.

## النشاط الجمعياتي
هي عضوة في المكاتب التنفيذية لجمعية العلوم الإدارية التونسية (TMSS) وكذلك في جمعية وظائف العقيدة والتطبيقات (BFAS). بعد الثورة التونسية في 2011، شاركت في إنشاء جمعية تونسيات (TOUNISSIET)، التي تعمل على تعزيز الدور القيادي للمرأة.

## المسار السياسي
بين مايو 2012 ويونيو 2013، كانت مستشارة لدى وزير التنمية الجهوية والتخطيط آنذاك جمال الدين الغربي، مكلفة بمهمة تتعلق بنظم المعلومات في المشاريع العامة.

ترشحت في قوائم حركة النهضة ذات التوجه الإسلامي في الانتخابات التشريعية التونسية 2014، تم انتخابها في مجلس نواب الشعب عن دائرة نابل الأولى الانتخابية.

تعينت في 2 فبراير 2015 في منصبها الجديد، وبدأت عملها في 6 فبراير في حكومة الحبيب الصيد ككاتبة دولة لدى وزير المالية وهو سليم شاكر وذلك حتى 12 يناير 2016.

عينها وزير المالية بعد ذلك كمديرة عامة لصندوق الودائع والأمانات في 28 مارس 2016.

## الحياة الخاصة
بثينة بن يغلان متزوجة وأم لثلاثة أبناء. تتكلم بطلاقة العربية والفرنسية والإنجليزية.

## مقالات ذات صلة
- قائمة الوزيرات التونسيات
- حركة النهضة (تونس)

## روابط خارجية
- السيرة الذاتية لبثينة بن يغلان على موقع مرصد مجلس نواب الشعب التابع لمنظمة البوصلة.